# Althaemenes gigas
Althaemenes gigas är en insektsart som beskrevs av Willy Adolf Theodor Ramme 1941. Althaemenes gigas ingår i släktet Althaemenes och familjen gräshoppor. Inga underarter finns listade i Catalogue of Life.